# Baliqiao
Baliqiao (en mandarin 八里桥, pinyin Bālǐqiáo, anciennement transcrit Palikao) est un pont qui a également donné son nom à une banlieue de Pékin situé entre les districts de Chaoyang et de Thongzou. Baliqiao signifie « le pont des huit lis ». Ce pont est en effet situé exactement à huit lis (soit 4 600 m) de la Cité interdite.
Ce pont fut construit en 1446, sous le règne de Ming Yingzong, de la Dynastie Ming.

## Histoire

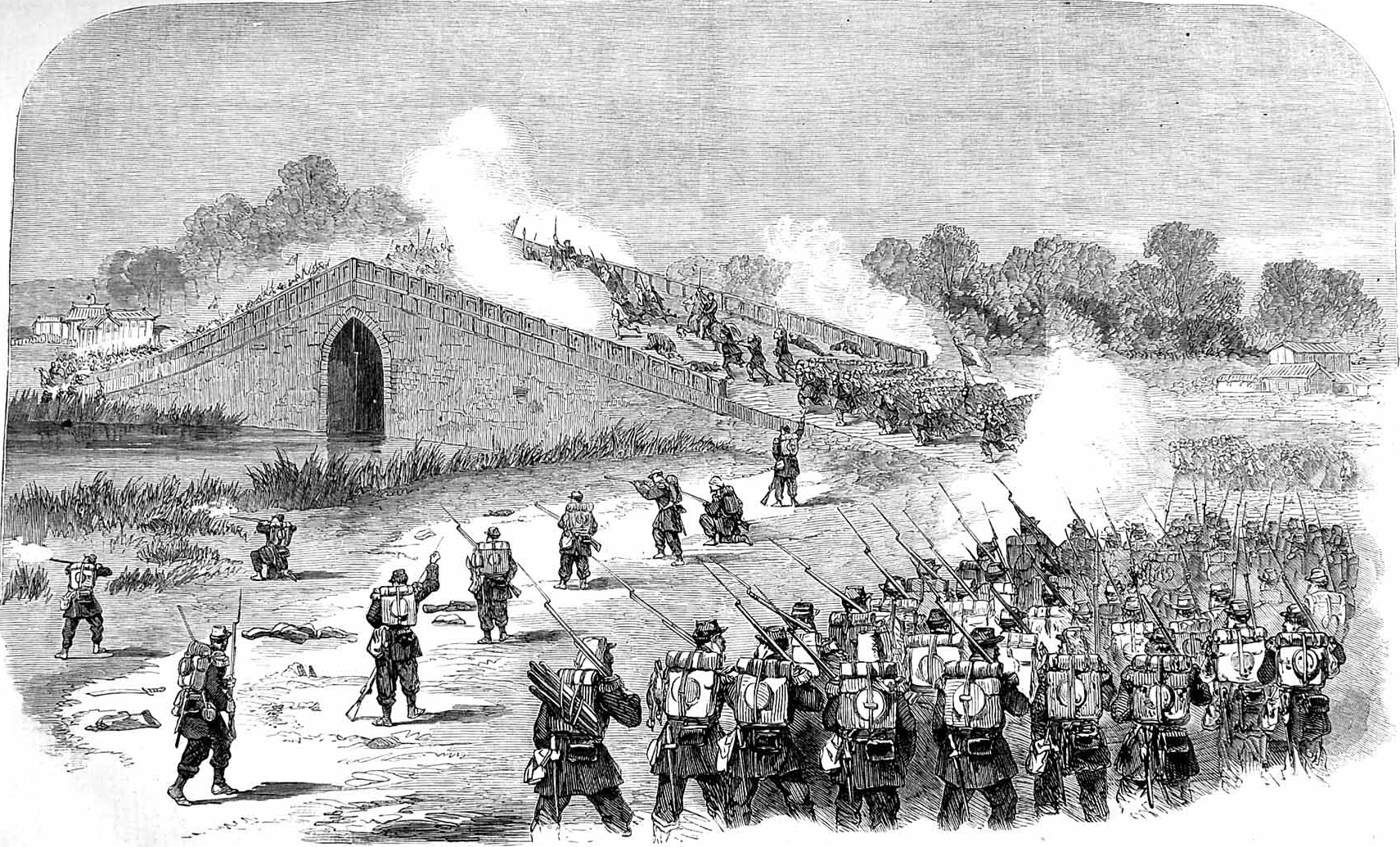
L'armée française attaquant le pont lors de l'invasion franco-britannique.

En 1860, les forces britanniques et françaises y remportèrent sur les Chinois une bataille qui leur ouvrit les portes de Pékin. À cette occasion, le pont de Palikao est enlevé par le 2e Bataillon de chasseurs à pied (français). En souvenir de ce fait d'armes, l'insigne du bataillon comporte un dragon chinois au milieu d'un cor de chasse (emblème des chasseurs).
Les troupes françaises étaient conduites par le saint-cyrien Charles Guillaume Cousin-Montauban auquel Napoléon III décerna le titre de comte de Palikao. 

## Hommages et toponymie
En hommage à la bataille, quelques sites parisiens en ont reçu le nom, toutefois dans la graphie de l'époque : la rue de Pali-Kao et le jardin de Pali-Kao, dans le 20e arrondissement. 
Le monde artistique a également baptisé des projets en référence au lieu : l'usine de Pali-Kao, également dans le 20e arrondissement de Paris et un album du groupe Bérurier noir, La Bataille de Pali-Kao. Palikao est mentionné dans le poème satirique et anti-militariste Le Salut au Drapeau de Charles Müller et Paul Reboux, à la manière de Paul Déroulède.